# Shadrach Woods
Shadrach Woods (30 juin 1923 - 31 juillet 1973) était un architecte, un urbaniste et un théoricien américain.

## Biographie
Shadrach Woods est né en 1923. Après de brèves études d'ingénieur à l'université de New York interrompues par la guerre et une formation de philosophie au Trinity College de Dublin, Shadrach Woods intègre l'agence de Le Corbusier en 1948. Il y rencontre l'architecte d'origine grecque Georges Candilis. Les deux hommes sont chargés, au sein de l'ATBAT (Atelier des Bâtisseurs) fondé par Le Corbusier et l'ingénieur Vladimir Bodiansky du chantier de l'unité d'habitation alors en construction à Marseille.
Avec la création de ATBAT-Afrique au Maroc, Shadrach Woods et Georges Candilis accompagnés de Vladimir Bodiansky s'emploient à étudier des formes d'habitat alternatives pour la population autochtone, forts commentées lors du célèbre CIAM d'Aix-en-Provence. En 1953, de retour à Paris, ils sont rejoints par l'architecte d'origine serbe Alexis Josic. Depuis l'antenne parisienne, ils continuent à dessiner et construire des habitations pour l'Algérie. 
En 1955, d'un commun accord, Shadrach Woods, Georges Candilis et Alexis Josic créent un bureau indépendant, qui deviendra la célèbre équipe Candilis-Josic-Woods. Leur renommée débute avec le concours Million gagné en 1955 (dont l’objectif est de réduire des deux tiers le coût de construction d’un appartement de trois pièces afin qu'il atteigne un million de francs).
L'agence se démarque notamment de la production courante avec les projets très commentés de l'extension de la ville de Bagnols-sur-Cèze, du quartier du Mirail à Toulouse, de l'université libre de Berlin élaborée en collaboration de Manfred Schieldhelm. En même temps, Candilis, Woods et Josic participent aux débats du Team X, groupe issu des CIAM d'après-guerre et en opposition avec eux. Woods est davantage reconnu comme théoricien. Il publie de nombreux essais sur la ville, théorise sur les concepts de « stem » (tige) et de « web » (réseau) ; il participe en 1968 à la Triennale de Milan sur l'invitation de l'architecte italien Giancarlo De Carlo, comparse au sein du Team X.
À la fin des années 60, Woods repart à New York. Il y installe une activité en libéral, enseigne à Harvard et à Yale. Jusqu'à sa mort en 1973, il continue à travailler en tant qu'urbaniste sur des projets tels que le Lower Manhattan Expressway et la rénovation des environs de SoHo. Son livre « The Man in the Street: A Polemic on Urbanism » (L'Homme dans la rue : une polémique sur l'urbanisme) est publié à titre posthume par l'éditeur Penguin en 1975. Ses archives ont été versées au Département des archives de la Avery Architectural and Fine Arts Library à l'université Columbia à New York.